# Ciutat oberta

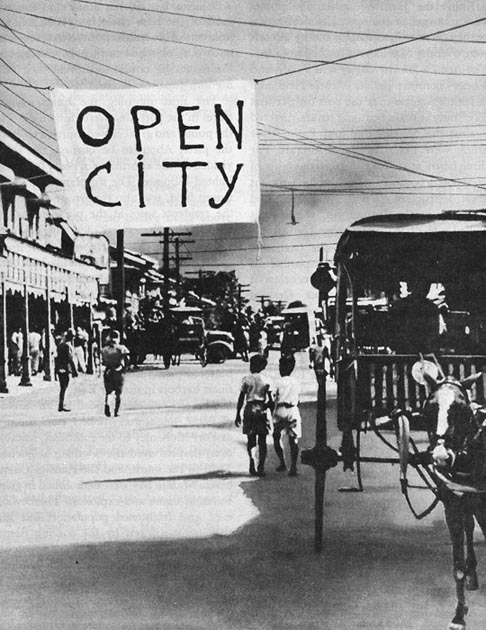
Manila declarada ciutat oberta.

La declaració de ciutat oberta és una situació durant una guerra en el cas d'una imminent captura d'una ciutat, els governants poden anunciar que abandonen els esforços defensius. S'espera que les forces atacants no bombardegin la ciutat, sinó simplement entrar-hi, amb la pretensió de protegir els civils i el patrimoni històric en una batalla innecessària.
Alguns exemples de ciutats obertes:
- París el 1940, quan el govern francès va marxar quan no la podia defensar.
- Manila el 1942, que l'exèrcit estatunidenc va abandonar-la en perdre el valor estratègic.
- Roma el 1944, quan els alemanys van retirar les seves tropes.